# Pleurodiscidae
Pleurodiscidae is een familie van weekdieren uit de klasse van de Gastropoda (slakken).

## Geslacht
- Pleurodiscus Wenz, 1919